# 蔡襲
蔡袭（？—863年2月1日），唐朝官员，官至安南经略使。
南诏派军队侵攻唐朝安南都护府，安南经略使王宽上表向朝廷告急。咸通三年（862年）二月，唐懿宗派前湖南观察使蔡袭取代王宽任安南經略招討使，调发许州、滑州、徐州、汴州、荆州、襄州、潭州、鄂州等诸军共三万人，由蔡袭指挥，抵御南诏。蔡袭率领诸道兵在安南，蔡京猜忌蔡袭，恐怕他立功，于是向唐懿宗奏请罢去安南的戍兵，让各阵军队归还本道。朝廷批准。蔡袭连续向朝廷上奏，求留下戍兵五千人，朝廷不听。蔡袭认为南诏军定要入侵，交趾缺乏军队和粮食，向朝廷中书门下写下十道必死申状。宰相苟求节省输送军需的费用，对安南险情始终不理。
之后，南诏派军五万攻打安南，蔡袭向朝廷告急，唐懿宗下诏敕调发荆南、湖南军二千，又调发桂管应募子弟三千人，到邕州由郑愚指挥。岭南东道节度使韦宙认为南诏定要入侵邕州，唐懿宗于是让蔡袭率军屯驻于海门，放弃交趾。十二月，蔡袭又向朝廷请求增军，唐懿宗令山南东道调一千弓弩手支援。南诏军围住交趾城，蔡袭闭城固守，唐朝援军不能立即赶到。咸通四年（863年）正月初十，南诏的军队攻陷交趾，蔡袭的左右侍卫全被杀死，蔡袭徒步奋力拼杀，身中十箭，想要企图爬上监军的船，船已离岸，于是赴海而死，蔡袭的幕僚樊绰携带都护的大印游过马门江。樊綽后来作《蠻書》十卷。